# Ballarí

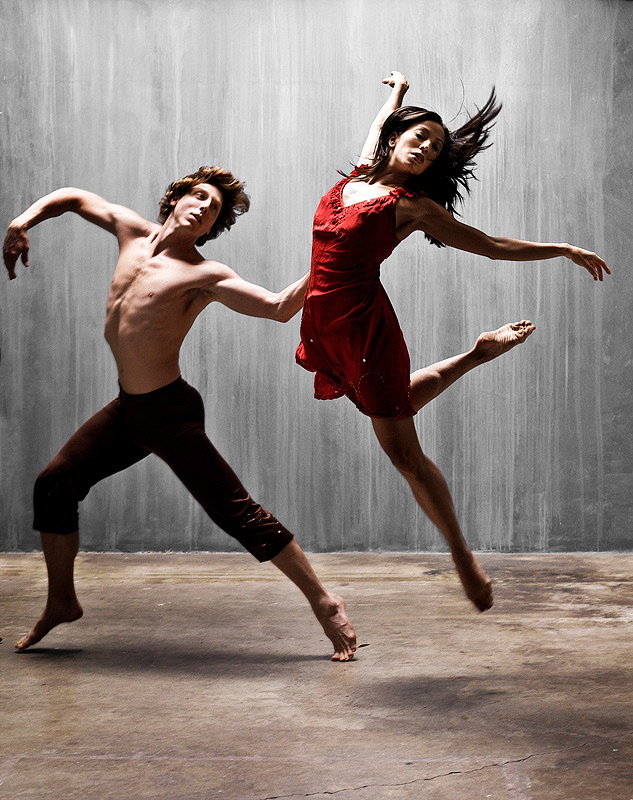
Ballarins de dansa moderna.

El ballarí o la ballarina és la persona que es dedica a l'art de ballar no només professionalment, sinó també com a afició. Disciplina, constància, passió i valors ètics defineixen la seva aportació social a través de la seva vocació. Considerant que cada ballarí posseeix un talent que desenvolupa a través de l'entrenament i la seva apropiada formació que potencia les diverses aptituds.
L'entrenament tant físic com a mental del futur ballarí dependrà del tipus de dansa triat. Hi ha programes universitaris i d'escoles associades a companyies professionals de dansa per a la formació especialitzada. També hi ha petites acadèmies de propietat privada, on els estudiants poden formar-se en una varietat d'estils de dansa, com a formes de dansa competitiva (per exemple, ball llatí, jazz, ball de saló, hip-hop, funky, break dance, etc), així com ètnic i folklòric.
La formació en un conservatori professional de dansa dura uns 10 anys. Els alumnes d'aquests centres són seleccionats en una prova d'accés en la qual es tenen en compte les seves condicions físiques. Normalment aquesta prova es realitza entorn dels 8 anys. En els conservatoris l'entrenament sol ser diari i les disciplines que s'imparteixen poden ser: dansa clàssica (o acadèmica), dansa contemporània, danses tradicionals (per exemple dansa espanyola), música, anatomia, tècnica de puntes, repertori, maquillatge, classes de pas a dos, etc.
Els ballarins professionals solen ser emprats per contracte. La vida professional d'un ballarí és en general un constant canvi de les situacions de treball, la pressió d'una forta competència i els baixos salaris. Sovint, aquells ballarins que no treballen per a una companyia gran, han de complementar els seus ingressos, ja sigui en els papers relacionats amb la dansa (per exemple, l'ensenyament de la dansa, els entrenadors esportius de ball, ioga) o la instrucció de Pilates per aconseguir l'estabilitat financera.